# 叠石乡
叠石乡，是中华人民共和国福建省宁德市福鼎市下辖的一个乡镇级行政单位。

## 行政区划
叠石乡下辖以下地区：
叠石村、竹阳村、库口村、楼下村、马尾村、苏山村、车头村、仓边村、丹峰村、茭阳村、庙边村、南溪村、里塆村和杨梅溪村。